# Guizel-Dere
Guizel-Dere (del ruso: Гизель-Дере) es un posiólok del raión de Tuapsé del krai de Krasnodar, en el sur de Rusia. Está situado en las estribaciones del Cáucaso Occidental, en la desembocadura del arroyo Dzeberskoi en la orilla nororiental del mar Negro, 4 km al sureste de Tuapsé y 108 km al sur de Krasnodar, la capital del krai. Tenía 257 habitantes en 2010.
Pertenece al municipio Shepsinskoye.

## Historia
Su nombre deriva del turco Giuzel-Dere ("desfiladero hermoso"). A finales del siglo XIX construyó aquí una mansión el barón Shteingel, uno de los primeros de la región de Tuapsé. Fue registrado como localidad el 1 de julio de 1955. El 1 de enero de 1987 había 145 hogares con 437 habitantes.

## Economía y transporte
La localidad es un centro turístico.
Cuenta con una plataforma ferroviaria en la línea Tuapsé-Ádler. Por la localidad pasa la carretera federal M27 Novorosíisk-frontera abjasa.

## Educación
Cuenta con una escuela nº23